# Onze-Lieve-Vrouw Middelareskerk (Berchem)

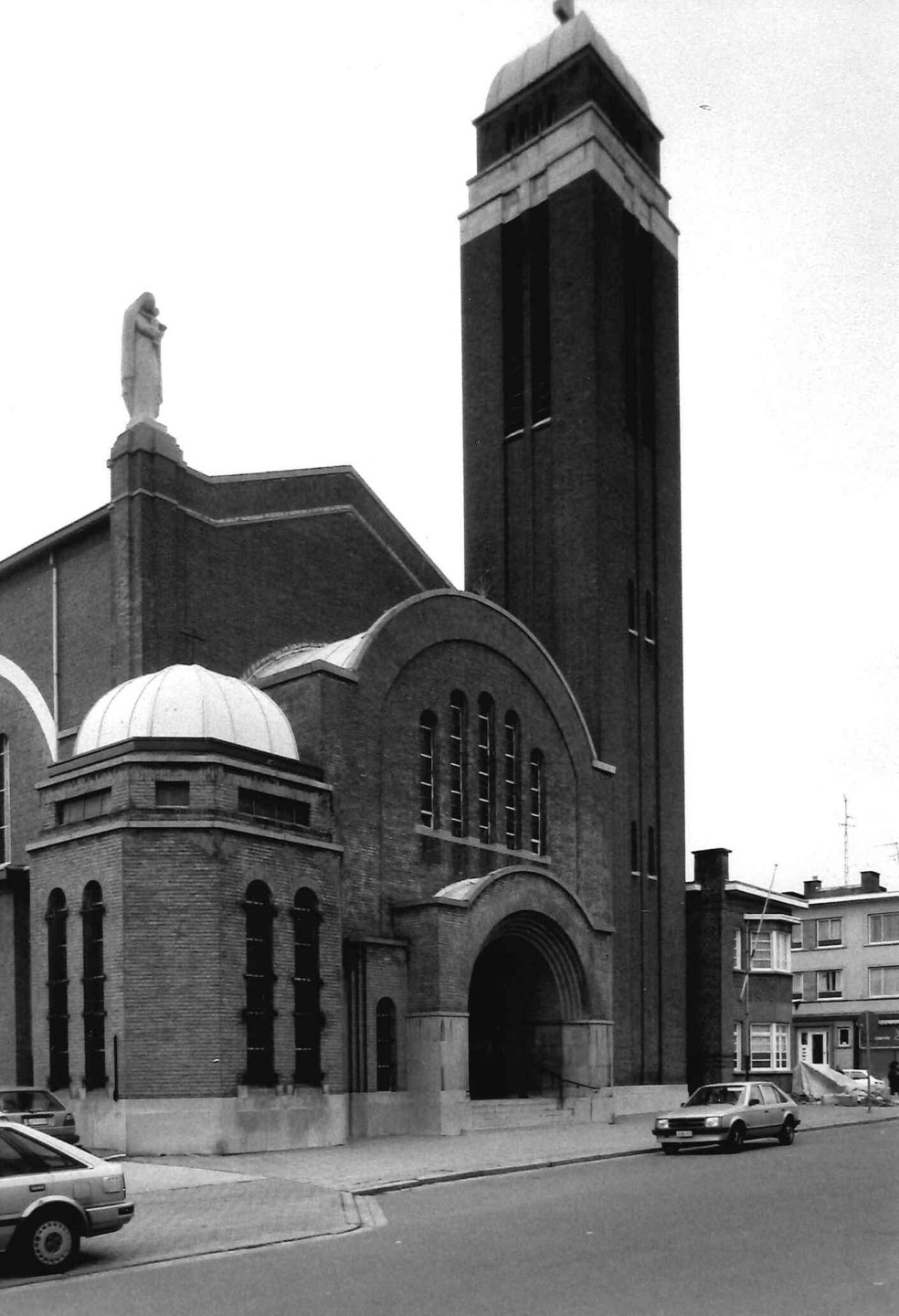
Onze-Lieve-Vrouw Middelareskerk aan de Strijdhoflaan te Berchem

De Onze-Lieve-Vrouw Middelareskerk is een parochiekerk in de tot de gemeente Antwerpen behorende district Berchem, gelegen aan de Strijdhoflaan 18.
Deze kerk werd gebouwd van 1929-1930 en 1934-1935 naar ontwerp van architectenbureau Cols-De Roeck.
Het is een basiliek in neobyzantijnse stijl met een aangebouwde zuidwesttoren.
De kerk is opgetrokken in betonskeletbouw met bakstenen vullingen. Eugeen Yoors vervaardigde een deel der glas-in-loodramen. Frans Jochems verzorgde de beeldhouwwerken.